# Colocleora chrysomelas
Colocleora chrysomelas är en fjärilsart som beskrevs av Pierre E.L. Viette 1975. Colocleora chrysomelas ingår i släktet Colocleora och familjen mätare. Inga underarter finns listade i Catalogue of Life.